# StattGarde Colonia Ahoj

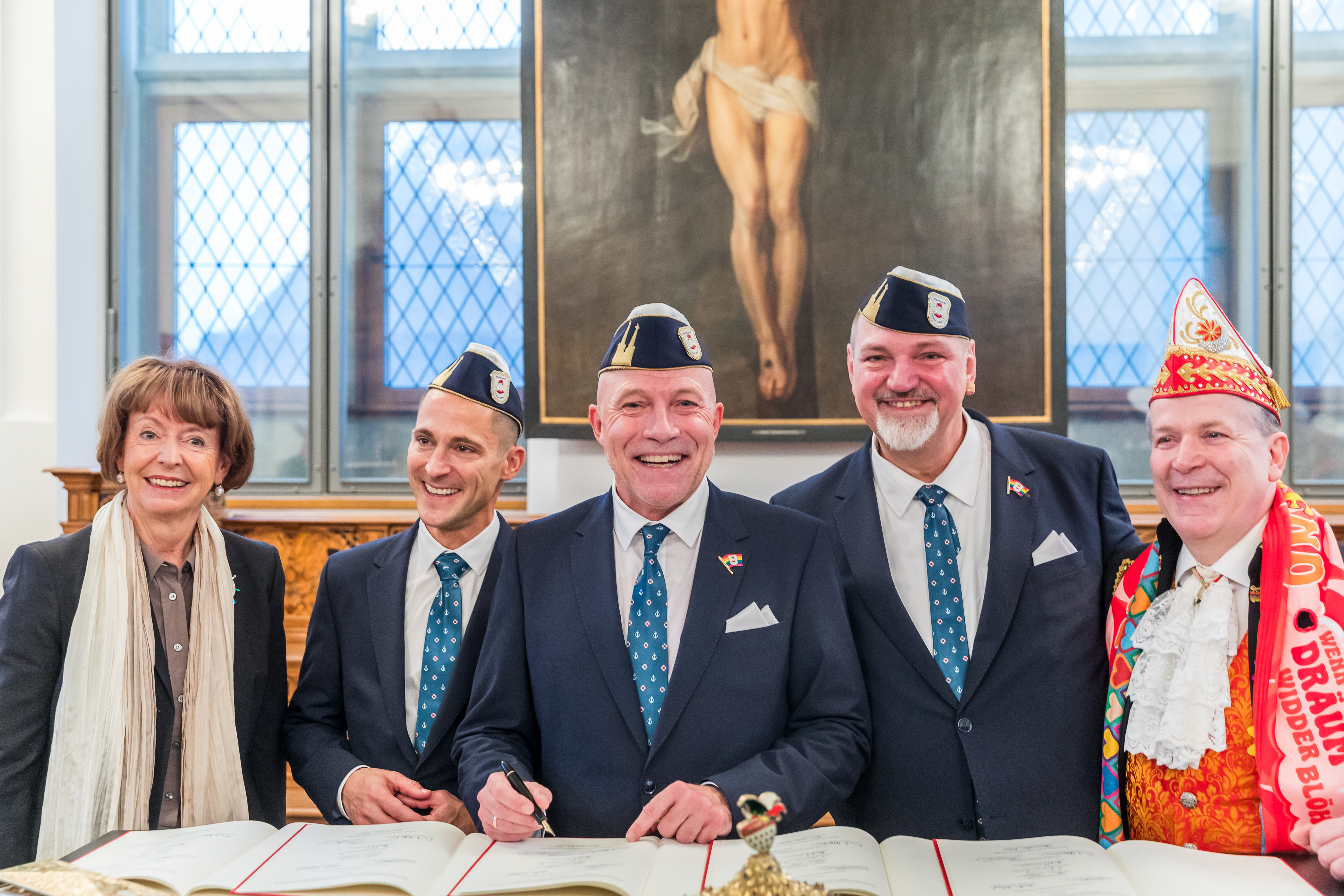
Kölner Dreigestirn der Karnevalssession 2024/25: Jungfrau Marlis, Prinz René und Bauer Michael. Links Oberbürgermeisterin Henriette Reker, rechts Christoph Kuckelkorn, Präsident des Festkomitees Kölner Karneval

Die StattGarde Colonia Ahoj e. V. (kurz: StattGarde) ist ein Karnevalsverein im Kölner Karneval. Der Verein ist einer der jüngsten und mitgliederstärksten, nimmt regelmäßig am Kölner Rosenmontagszug teil und ist seit 2018 ordentliches Mitglied im Festkomitee Kölner Karneval. Er hat eine maritime Ausrichtung, die sich in den Uniformen und den internen Bezeichnungen widerspiegelt. Die Mehrheit der aktiven Mitglieder ist homosexuell. In der Karnevalssession 2024/25 stellt die StattGarde erstmals das Kölner Dreigestirn.

## Verein
Die aktiven Mitglieder der StattGarde bilden die Crew, die eine maritime Uniform trägt und in fünf Beiboote gegliedert ist: das Stammboot, das Tanzkorps, der Shanty-Chor, die Bordkapelle und das Sonnendeck. Die Crew nimmt in jeder Karnevalssession an rund 100 Bühnenauftritten in Köln und im Umland teil.
Die passiven Mitglieder teilen sich auf als Fördermitglieder in die Passagiere sowie als Ehrenmitglieder in die Erste-Klasse-Passagiere, die Blinden Passagiere und das Ursula-Böötchen. Als eigenständiger Förderverein der StattGarde fungiert Die Reederei e. V. Die Erste-Klasse-Passagiere bestehen aus den Ehrenmitglieder des Vereins: Dies sind verdiente Vereinsmitglieder und Persönlichkeiten aus dem Kölner Karneval, die sich besonders engagierten oder der StattGarde verbunden sind. Die Blinden Passiere sind stille, im Hintergrund agierende Unterstützer. Der Jungfrau des amtierenden Kölner Dreigestirns wird zum Sessionsende die Ehrenmitgliedschaft zugetragen. Seit 2010, in Einzelfällen auch davor, sind alle ehemaligen Jungfrauen StattGarde-Mitglied geworden. Sie bilden das Ursula-Böötchen.
Die Tänzer, Sänger und Musiker aus drei Beibooten studieren jedes Jahr ein neues Bühnenprogramm ein und präsentieren dies in der Session auf der Bühne und werden dabei vom Stammboot begleitet und unterstützt. Langjährige aktive Vereinsmitglieder, die nicht mehr regelmäßig an den Auftritten teilnehmen, bilden mit dem Sonnendeck das Reservekorps der StattGarde.
Der Vorstand des Vereins besteht aus sechs Mitgliedern: dem Kapitän und Präsidenten, dem Ersten Offizier/Veranstaltungsoffizier, dem Finanzoffizier, dem Crewoffizier, dem Offizier für Sponsoring und Marketing sowie dem Presseoffizier. Der Verein hat jedes Jahr ein eigenes Sessionsmotto, das an das offizielle Sessionsmotto des Festkomitees angelehnt ist. Es lautet in der Session 2019/2020 zum Beispiel: „Met uns schleiht et Hätz em Veedel bunter“ (Motto des Festkomitees: „Et Hätz schleiht em Veedel“).

## Veranstaltungen
Zu den großen jährlichen Veranstaltungen der StattGarde während der Session zählen das Captain’s Dinner im November mit über 1.000 Besuchern, die Damenparty, Jeck op Deck als große Kostümparty auf der MS RheinEnergie drei Wochen vor dem Karnevalswochenende sowie die Matrosenparty am Karnevalssamstag. Zudem finden ganzjährig interne und externe Veranstaltungen statt, unter anderem ein Sommerfest. Der Stammtisch der StattGarde wird Kajütenklatsch genannt. Dieser steht auch Nichtmitgliedern offen und findet in einer Gaststätte im Mauritiusviertel statt. Die StattGarde nimmt jedes Jahr am Cologne Pride teil.

## Geschichte
Die StattGarde wurde am 31. März 2003 von 12 Mitgliedern in der Nähe des Gürzenich gegründet. 2004 erfolgte die Mitgliedschaft im Bund Deutscher Karneval e. V. 2008 wurde der Verein als förderndes Mitglied in das Festkomitee Kölner Karneval aufgenommen. Dafür bürgten die KKG Blomekörfge von 1867 e. V. und der KKV „Unger Uns“ von 1948 e. V. 2013 wurde die StattGarde hospitierendes Mitglied (zusätzliche Bürgengesellschaft: Bürgergarde „blau-gold“ von 1904 und 2018 schließlich ordentliches Mitglied des Festkomitees Kölner Karneval (weitere Bürgengesellschaft: Willi-Ostermann-Gesellschaft Köln 1967 e. V). 2009 trat der Verein bei der Proklamation des Kölner Dreigestirns auf. 2016 nahmen 80 Crew-Mitglieder an der Steubenparade in New York City teil. 2017 hat die Willi-Ostermann-Gesellschaft Köln 1967 e. V. die StattGarde zum Ehrenmitglied ernannt.
2012 nahm die StattGarde erstmals am Kölner Rosenmontagszug teil, 2015 erneut und mittlerweile regelmäßig. Das Stammboot und das Tanzkorps bestehen bereits seit der Gründung der StattGarde. Das Tanzkorps erhielt in den Jahren 2014, 2015, 2017 und 2019 den Publikumspreis „Närrischer Oscar“ als beste Tanzgruppe im Kölner Karneval. Der Shanty-Chor ist das dritte und zweitälteste Beiboot und Kölns einziger Garde-Chor. Er existiert seit 2005/2007. Er singt unter anderem das 2005 von Marie-Luise Nikuta geschriebene Vereinslied Wir sind die StattGarde Colonia sowie ein jährliches Sessionslied. Das Gesangsregister umfasst Tenor, Bariton und Bass. 
Die Bordkapelle als viertes Beiboot besteht seit März 2009 und hat 27 Mitglieder. Zu den Registern zählen Trompeten, Saxophone, Posaunen, Tenorhörner, Tuben und Sousaphone, Piccoloflöte und Lyra sowie Schlagwerk. Das Sonnendeck ist das jüngste Beiboot. Es wurde 2018 geschaffen und hat 29 Mitglieder (Stand Januar 2020). Das Sonnendeck soll verdienten Mitgliedern die Möglichkeit geben, in geringerem Umfang aktiv an der Session teilzunehmen, während im Stammboot aktive Mitglieder, die nicht musizieren oder tanzen, die Auftritte begleiten und mitgestalten.
Seit 2015 besteht mit Die Reederei e. V. ein eigenständiger Verein, dessen ausschließlicher Satzungszweck die Unterstützung der StattGarde ist. In der Reederei haben sich ca. 40 Freunde und Förderer der StattGarde zusammengeschlossen, die über den eigentlichen Mitgliedsbeitrag an die StattGarde hinaus, freiwillig weitere finanzielle Mittel zur Verfügung stellen, um hiermit besondere Projekte oder individuelle Förderungen zu ermöglichen. Die StattGarde ist seit 2018 ordentliches Mitglied im Festkomitee Kölner Karneval. In der Karnevalssession 2024/2025 stellt der Verein erstmals das Kölner Dreigestirn.